# Вонгжецкий, Станислав

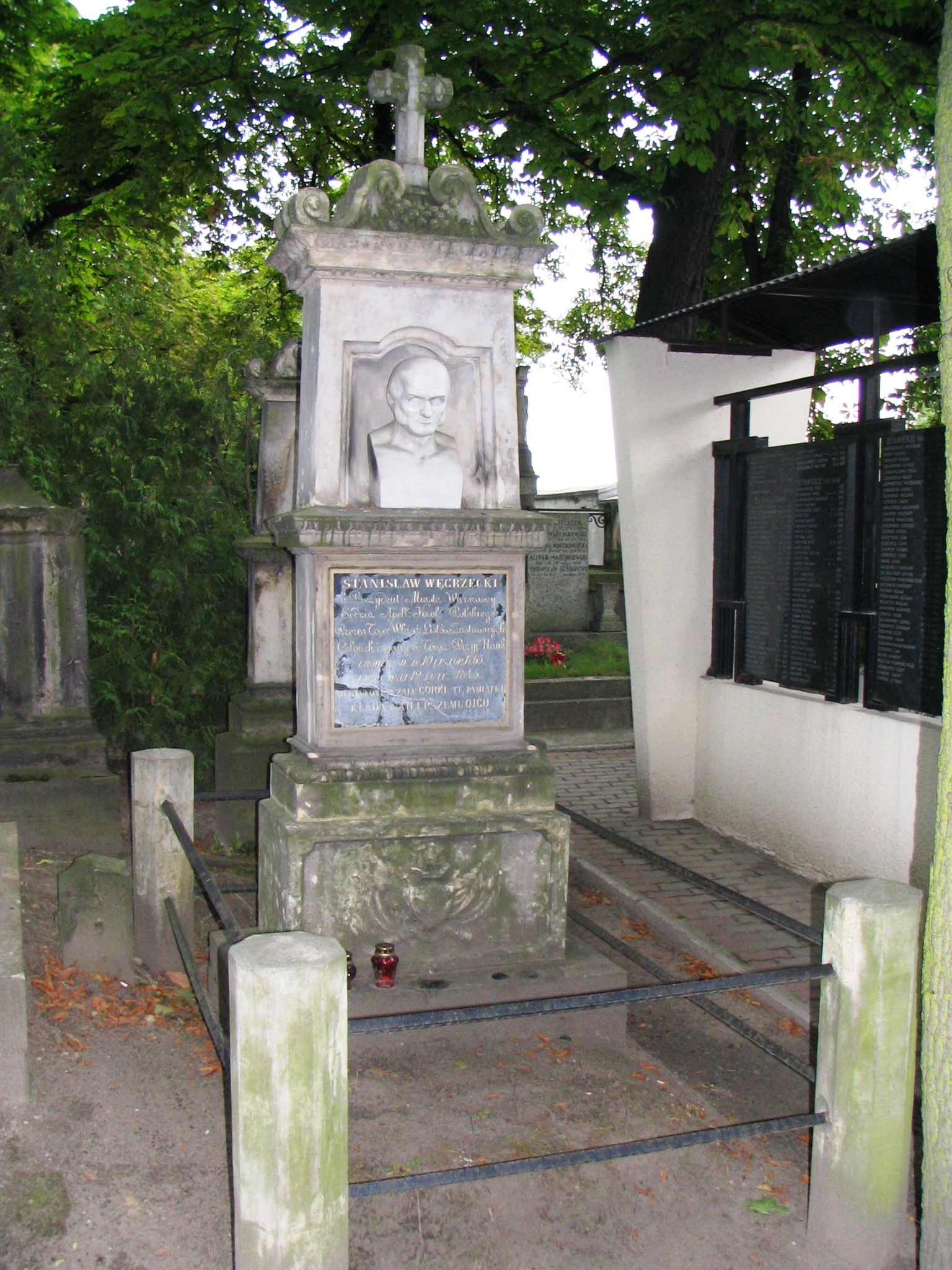
Надгробный памятник Станислава Вонджецкого

Станислав Вонгжецкий — юрист, политик, общественный деятель, сенатор-каштелян Царства Польского с 8 августа 1831 года, член масонской ложи «Святыня Мудрости», президент Варшавы.

## Биография
Изучал юриспруденцию в университете Кракова и за границей.
Был соратником Гуго Колонтая. Входил в комитет подготовки восстания Костюшко. Принимал участие в варшавском восстании.
В марте 1807 года стал вице-президентом Варшавы, а с 4 июля 1807 года до декабря 1815 года был президентом Варшавы. Подал в отставку из-за разногласий с великим князем Константином. В 1812-1815 годах дополнительно командовал Народной гвардией.
С 1816 года судья апелляционного суда. С 1817 года председатель Торгового трибунала. В 1829 году вышел в отставку и был избран председателем комитета владельцев закладных бумаг.
30 ноября 1830 года снова стал президентом Варшавы и оставался в должности до 26 июня 1831 года.
В 1815 году был великим мастером масонской ложи «Великий Восток Народа Польши». Также был членом Варшавского общества друзей науки.
Умер 12 февраля 1845 года в Варшаве и похоронен на Повонзковском кладбище. На его могиле установлен памятник работы Якуба Татаркевич (отреставрирован в начале 80-х годов XX века).